# Kaikoura
Kaikoura é uma pequena cidade na costa oriental da Ilha Sul da Nova Zelândia, situada 180 km a norte de Christchurch. De acordo com o censo de 2001 a sua população residente era constituída por 2 104 pessoas. 
A península de Kaikoura estende-se pelo mar adentro a sul da cidade, e as correntes ascendentes que aí ocorrem trazem uma abundância de vida das profundezas da vizinha fossa Hikurangi. A cidade deve a sua origem a este efeito, pois desenvolveu-se como centro baleeiro. O nome "Kaikoura" significa 'comer lagostim' ('kai' - comer, 'koura' - lagostim) e a indústria do lagostim é um dos principais contribuintes para a economia desta região. Porém, actualmente, Kaikoura tornou-se num popular destino turístico, sobretudo para a observação de baleias (sobretudo cachalotes). Existe também uma grande colónia de focas na zona oriental da povoação. 
É também um dos locais mais acessíveis no mundo para a observação de aves de mar aberto como os albatrozes.

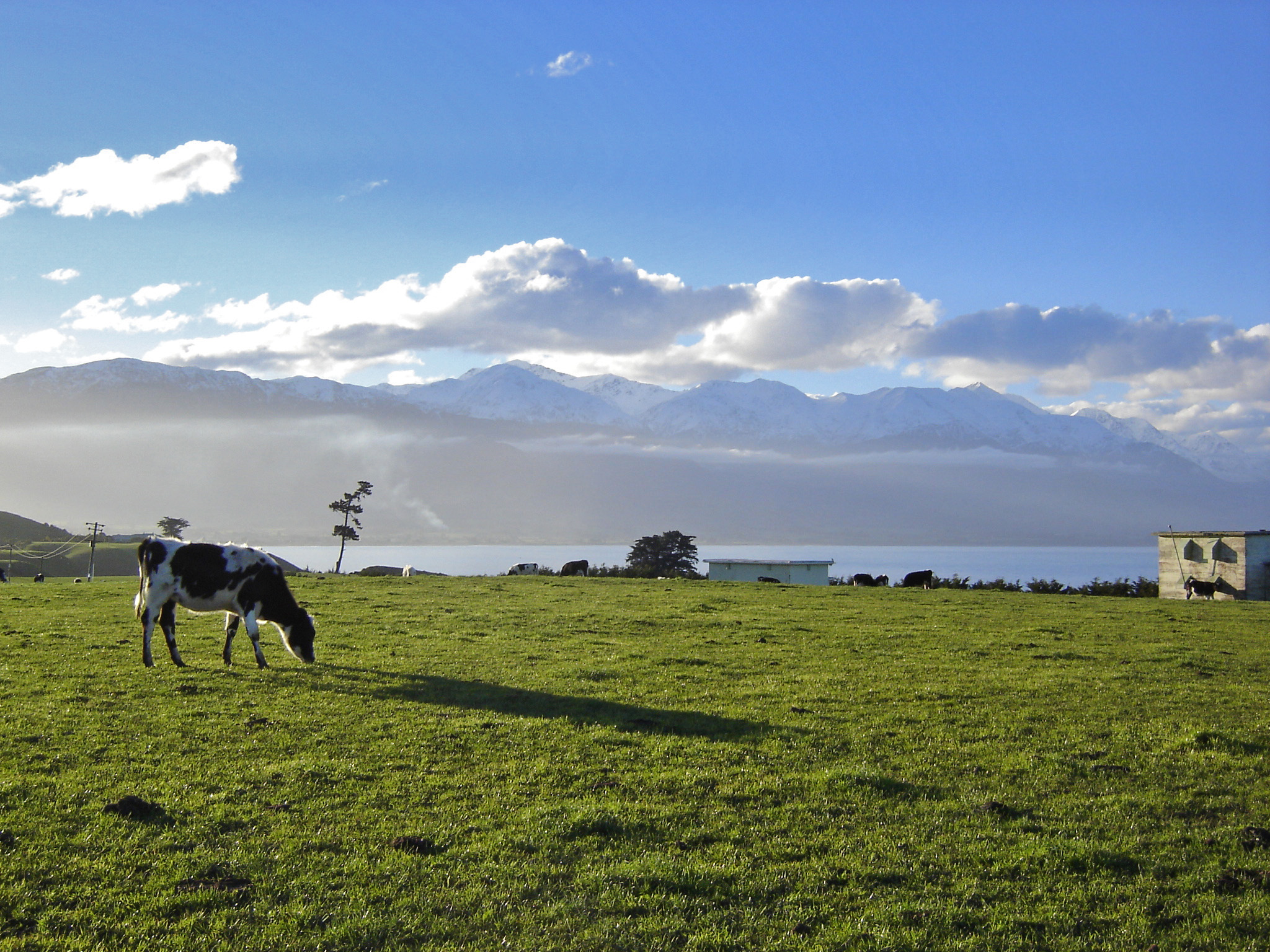
Kaikoura